# Cyprian Mrzygłód
Cyprian Mrzygłód, född 2 februari 1998, är en polsk spjutkastare.

## Karriär
I augusti 2021 tävlade Mrzygłód för Polen vid OS i Tokyo. Han kastade 78,33 meter i spjuttävlingen, vilket inte räckte för en finalplats.
I juli 2023 tog Mrzygłód sitt första guld vid polska mästerskapen efter ett kast på 79,80 meter. Följande månad tog han silver vid universiaden i Chengdu och besegrades endast av litauiske Edis Matusevičius. Senare samma månad tävlade Mrzygłód vid VM i Budapest men gick inte vidare från kvalet och slutade på totalt 15:e plats.

## Tävlingar

### Internationella
| År                 | Tävling                   | Plats              | Placering          | Gren                  | Distans            |
| Tävlande för Polen | Tävlande för Polen        | Tävlande för Polen | Tävlande för Polen | Tävlande för Polen    | Tävlande för Polen |
| ------------------ | ------------------------- | ------------------ | ------------------ | --------------------- | ------------------ |
| 2015               | Ungdomsvärldsmästerskapen | Cali               | 16:e (kval)        | Spjutkastning (700 g) | 69,52 m            |
| 2016               | Juniorvärldsmästerskapen  | Bydgoszcz          | 9:e                | Spjutkastning         | 70,48 m            |
| 2017               | Junioreuropamästerskapen  | Grosseto           | 1:a                | Spjutkastning         | 80,52 m            |
| 2018               | Europamästerskapen        | Berlin             | 9:e                | Spjutkastning         | 80,20 m            |
| 2019               | U23-europamästerskapen    | Gävle              | 1:a                | Spjutkastning         | 84,97 m            |
| 2021               | Olympiska sommarspelen    | Tokyo              | 20:e (kval)        | Spjutkastning         | 78,33 m            |
| 2023               | Universiaden              | Chengdu            | 2:a                | Spjutkastning         | 80,02 m            |
| 2023               | Världsmästerskapen        | Budapest           | 15:e (kval)        | Spjutkastning         | 78,49 m            |
| 2024               | Europamästerskapen        | Rom                | 16:e (kval)        | Spjutkastning         | 77,93 m            |
| 2024               | Olympiska sommarspelen    | Paris              | 23:e (kval)        | Spjutkastning         | 78,50 m            |

### Nationella
- Polska friidrottsmästerskapen (utomhus):
  - 2018:  Silver – Spjutkastning (80,76 meter, Lublin)[7]
  - 2020:  Silver – Spjutkastning (76,86 meter, Włocławek)[7]
  - 2021:  Silver – Spjutkastning (78,20 meter, Poznań)[7]
  - 2023:  Guld – Spjutkastning (79,80 meter, Gorzów Wielkopolski)[7]
  - 2024:  Silver – Spjutkastning (80,37 meter, Bydgoszcz)[7]

## Personliga rekord
Utomhus 
- Spjutkastning – 85,92 m (Kuortane, 21 juni 2025)[7]